# Lomnici Zoltán (jogász, 1980)
Ifj. Lomnici Zoltán (Budapest, 1980–) magyar alkotmányjogász, ügyvéd, egyetemi tanár. Civil Összefogás Fórum jogi szakértője.

## Életútja
Édesapja Lomnici Zoltán, a Legfelsőbb Bíróság egykori elnöke. 1994-1998 között a Karinthy Frigyes Gimnázium nyelvi tagozatán tanult. Jogi tanulmányait a Pázmány Péter Katolikus Egyetemen végezte summa cum laude minősítéssel. Salzburgban, Bécsben, valamint az Université Paris Sorbonne-on részt vett jogi, illetve közigazgatási képzésben.
2008 és 2013 között a Fogarty International Center (USA-NIH) ösztöndíjasa. Jogi oktatóként tevékenykedett a Rendőrtiszti Főiskolán, a Pázmány Péter Katolikus Egyetemen (2003-2010 között, 2008-ban egyetemi adjunktus lett), majd a Károli Gáspár Református Egyetemen. Emellett az Eötvös Loránd Tudományegyetem Állam- és Jogtudományi Karán a Közigazgatási Jogi Tanszéken, valamint az Alkotmányjogi Tanszéken oktatott. 2007-ben jogi szakvizsgát tett, 2013-ban tudományos fokozatot szerzett a Pécsi Tudományegyetem Állam és Jogtudományi Karán.
2004-től rendszeresen publikál. A Századvég Alapítványnál kuratóriumi tanácsadó, illetve tudományos igazgató.

## Főbb művei
- Az orvoslás joga. Kommentár a gyakorlat számára; Lélekben Otthon, Bp., 2009
- ifj. Lomnici Zoltán–Gazsó Balázs László: A nem vagyoni kártérítéssel kapcsolatos perek legújabb tendenciái; Oriold, Bp., 2011
- Fogorvosperek; Dental Press Hungary, Bp., 2011
- Soós Andrea–ifj. Lomnici Zoltán: Amit a klinikai vizsgálatok szabályairól tudni kell : áttekintő kézikönyv a klinikai vizsgálatok magyarországi jogszabályairól; Oriold, Bp., 2012